# Missionarishouding

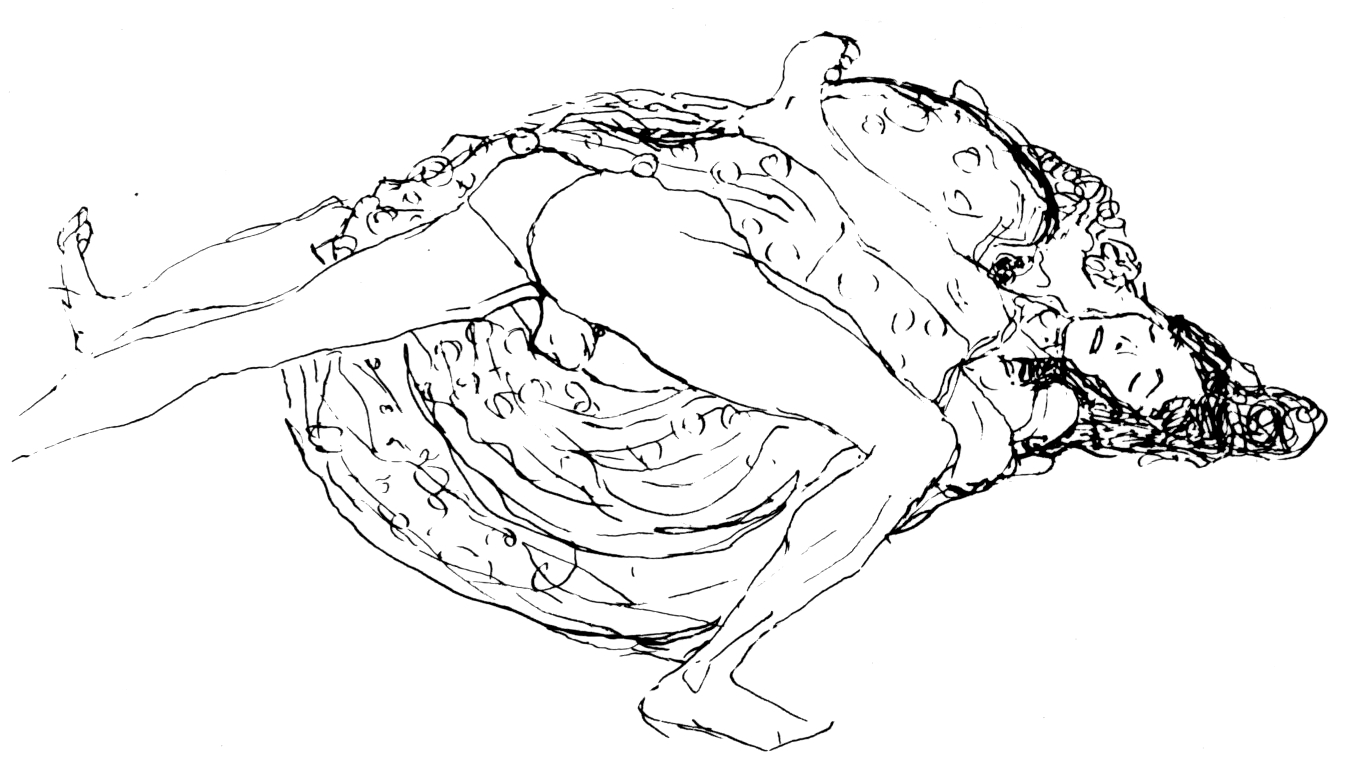
Les missionnaires, tekening van Gustav Klimt

De missionarishouding of missionarispositie is een sekspositie van twee partners tijdens het geslachtsverkeer, waarbij de ontvangende partner op de rug ligt en de penetrerende partner bovenop, met de hoofden aan dezelfde kant. De missionarishouding is in elk geval in de westerse wereld met afstand de meest gebruikelijke seksuele positie: bij een onderzoek van Alfred Kinsey gaf 91% van de vrouwen aan dat ze de meest voorkomende positie was, en de overgebleven 9% van de vrouwen dat het zelfs de enige positie was waarin zij geslachtsverkeer hadden. 
Over de herkomst van het woord missionarispositie doen twee verhalen de ronde. Volgens het wijdst verbreide verhaal propageerden missionarissen deze positie onder de volkeren waar zij missie bedreven. Dit omdat bij deze volkeren het gebruikelijk was om op zijn hondjes te vrijen, wat door de missionarissen als iets dierlijks werd gezien. Minder wijdverbreid, maar toch nog op veel plaatsen te vinden, is het verhaal dat dit standje z'n naam dankt aan de seksuele prestaties van missionarissen. De christelijke variant van de bijslaap, zo wil dit verhaal, wekte bij de heidense volkeren de lachlust op.
In feite dankt de missionarispositie haar naam, zo heeft Robert J. Priest in 2001 overtuigend aangetoond in het tijdschrift Current Anthropology, aan een vergissing van de bekende Amerikaanse seksuoloog Alfred Kinsey.
In 1948 publiceerde Kinsey een baanbrekende studie getiteld Sexual behavior in the human male. In dat boek vat hij het een en ander samen uit een seksuologische studie uit 1929 van de Poolse antropoloog Bronislaw Malinowski, getiteld The sexual life of savages in north-western Melanesia.

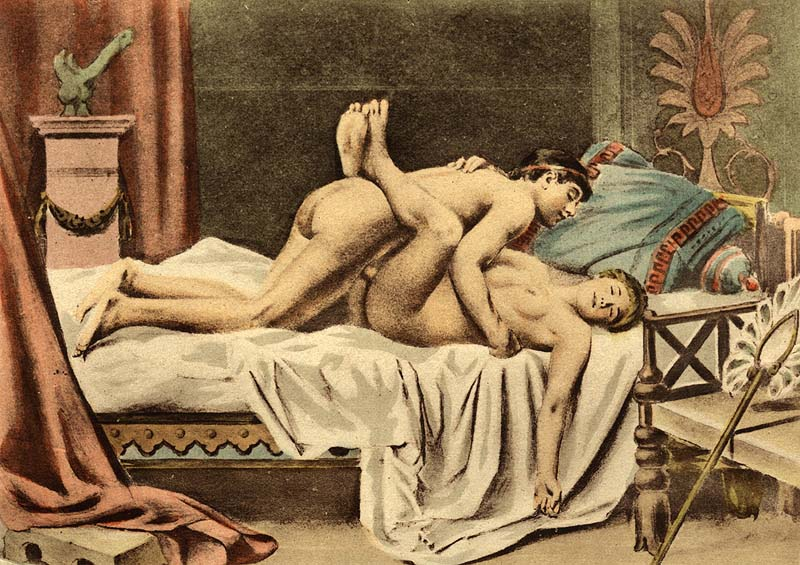
Missionarispositie door Édouard-Henri Avril

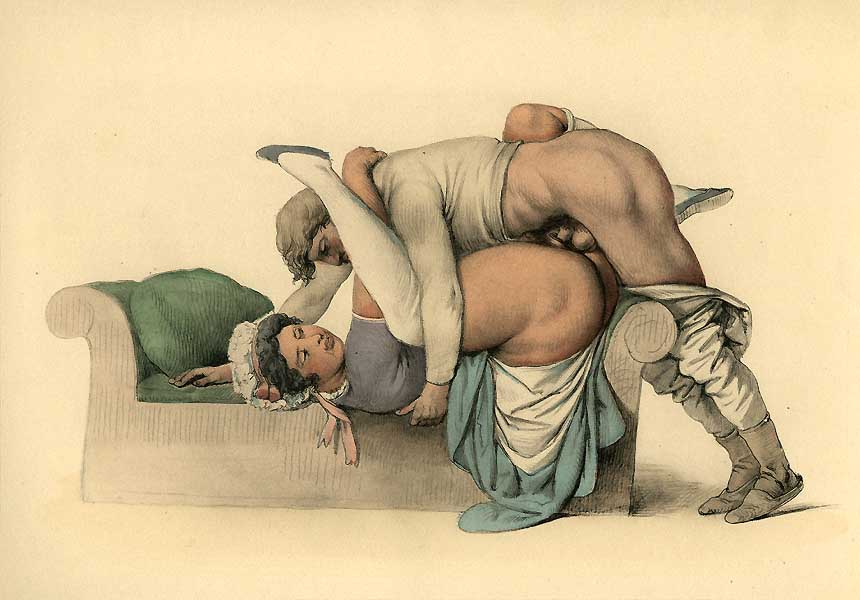
Missionarispositie door Johann Nepomuk Geiger

"Men zal zich herinneren", zo vat Kinsey samen, "dat Malinowski beschrijft dat een volslagen andere [seksuele] houding zeer algemeen in zwang was bij de Trobrianders in het zuidwesten van de Grote Oceaan; en dat hij vermeldt dat rond de gezamenlijke kampvuren karikaturen van de Engels-Amerikaanse houding worden opgevoerd, tot groot vermaak van de inheemsen, die deze positie de 'missionarispositie' noemen."
Dit is echter niet wat Malinowski schrijft. Verspreid in het boek noemt Malinowski wel dingen die hierop lijken. Zo schrijft hij dat de Trobrianders bij volle maan – niet bij kampvuren – bijeenkomen om spotliederen te zingen. Ook drijven zij de spot met seks waarbij de man boven en de vrouw onder ligt, een standje dat zij associeerden met 'blanke handelaren, planters of ambtenaren'. Missionarissen noemt Malinowski hier niet. Die komen pas later in het boek aan bod, als er sprake is van twee Trobrianders die hand in hand lopen, tegen elkaar aan leunend. "Ik kreeg meteen te horen", schrijft Malinowski, "dat dit een nieuwe manier van doen was, die strijdig was met de oude gebruiken, en dat dit misinari si bubuneh 'zoals de missionarissen doen' was, een van de nieuwe, onzedelijke gedragingen die de missionarissen hadden geïntroduceerd."
Was 'zoals de missionarissen doen' in 1929 bij Malinowski dus nog hand in hand lopen (protestantse zendelingen waren doorgaans getrouwd), in 1948 maakte Kinsey er een seksstandje van – in een onjuiste samenvatting van diverse elementen uit Malinowski's studie.
Vanaf het eind van de jaren zestig maakte het woord missionarispositie vervolgens opgang, eerst in het Engels, later in andere talen. Het woord had z'n tijd mee, want tijdens de seksuele revolutie dreef men graag de spot met de beperkingen die de kerk de mens oplegde, en de missionarispositie was daarvan het perfecte voorbeeld.